# 白沢駅 (鹿児島県)
白沢駅（しらさわえき）は、鹿児島県枕崎市白沢西町にある、九州旅客鉄道（JR九州）指宿枕崎線の駅である。

## 歴史
- 1963年（昭和38年）10月31日：国鉄指宿枕崎線の駅として開設[1][2]。旅客のみ取扱う無人駅[3]。
- 1987年（昭和62年）4月1日：国鉄分割民営化に伴い、JR九州の駅となる[1]。

## 駅構造
単式ホーム1面1線を有する地上駅。
無人駅。駅舎は無く、ホームへ直接入る形となっている。

### のりば
| 番線 | 路線        | 方向 | 行先           |
| ---- | ----------- | ---- | -------------- |
| 1    | ■指宿枕崎線 | 上り | 鹿児島中央方面 |
| 1    | ■指宿枕崎線 | 下り | 枕崎方面       |

- のりば表記は駅掲載及び公式サイト駅別時刻表に記述[4]

## 利用状況
- 2015年度の1日平均乗車人員は2人である。

| 年度 | 1日平均 乗車人員 | 1日平均 乗降人員 |
| ---- | ---------------- | ---------------- |
| 2007 | 3                | 6                |
| 2008 | 0.9              | 1                |
| 2009 | 1                | 3                |
| 2010 | 0.8              | 1                |
| 2011 | 0.5              | 1                |
| 2012 | 1                | 2                |
| 2013 | 0                | 2                |
| 2014 | 1                | 3                |
| 2015 | 2                | 4                |

## 駅周辺
- 白沢簡易郵便局
- 枕崎飛行場（現在は県の防災ヘリポート及び太陽光発電所として利用）
- ウェルフェア九州病院
- 国道226号

## 隣の駅
九州旅客鉄道（JR九州）
■指宿枕崎線
■普通
薩摩塩屋駅 - 白沢駅 - 薩摩板敷駅